# Premio de la Crítica de Madrid
El Premio de la Crítica de Madrid fue creado en 2008 por la Asociación de escritores y críticos madrileños, dentro de la Asociación Española de Críticos Literarios. Se concede al mejor libro de narrativa, de poesía y de ensayo de un autor nacido en Madrid o con un largo periodo de residencia en la ciudad. El jurado está compuesto por 8 miembros de la Asociación y carece de dotación económica.

## Premiados en narrativa
- 2009: Javier Reverte, por Campos de fresa para siempre. Ed. Plaza y Janés.
- 2010: Almudena Grandes, por Inés y la alegría. Ed. Tusquets.
- 2011: Javier Marías, por Los enamoramientos. Ed. Alfaguara
- 2012: Lorenzo Silva, por La marca del meridiano. Ed. Planeta.
- 2013: Rosa Montero, por La ridícula idea de no volver a verte. Ed. Seix Barral.
- 2014: Ray Loriga, por Za Za, rey de Ibiza. Ed. Alfaguara.
- 2015: Nieves Herrero, por Como si no hubiera un mañana. Ed. La esfera de los libros.
- 2016: José María Guelbenzu, por Los poderosos lo quieren todo. Ed. Siruela
- 2017: David Trueba, por Tierra de campos. Ed. Anagrama
- 2018: Rafael Reig, por Para morir iguales. Ed. Tusquets
- 2019: Luis Landero, por LLuvia fina. Ed. Tusquets
- 2020: Arturo Pérez-Reverte, por Línea de fuego. Ed. Alfaguara
- 2021: Alberto Infante, por Matamala. Ed. Vitruvio, DeJaque
- 2022: Inés Martín Rodrigo, por Las formas del querer. Ed. Destino.
- 2023: Álvaro Pombo, por Santander, 1936. Ed. Anagrama

## Premiados en poesía
- 2009: Javier Vela, por Imaginario. Ed. Visor.
- 2010: Pablo Méndez, por Ana Frank no puede ver la luna. Ed. Rilke.
- 2011: Manuel Lacarta, por Otoño en el jardín de Pancho Villa. Ed. Vitruvio
- 2012: Juan Carlos Suñén, por La habitación amarilla. Ed. Bartleby
- 2013: Marta Sanz, por Vintage. Ed. Bartleby
- 2014: José María Parreño, por Pornografía para insectos. Ed. Pre-textos.
- 2015: Antonio Daganzo, por Juventud todavía. Ed. Vitruvio
- 2016: Luis Antonio de Villena, por Imágenes en fuga de esplendor y tristeza. Ed. Visor
- 2017: Abraham Gragera, por O futuro. Ed. Pre-textos.
- 2018: Luis Alberto de Cuenca, por Bloc de otoño. Ed. Visor.
- 2019: Antonio Lucas, por Los desnudos. Ed. Visor.
- 2020: Jorge Riechmann, por Mudanza del isonauta. Ed. Tusquets.
- 2021: Diego Doncel, por La fragilidad. Ed. Visor.
- 2022: Luis García Montero, por Un año y tres meses. Ed. Tusquets.
- 2023: Ángel Antonio Herrera, por Los espejos nocturnos. Ed. Akal

## Premiados en ensayo
- 2020: Andrés Trapiello, por Madrid. Ed. Destino
- 2021: Antonio Muñoz Molina, por Volver a dónde. Ed. Seix Barral
- 2023: Ian Gibson, por Un carmen en Granada. Ed. Tusquets